# Mahamat Kamoun

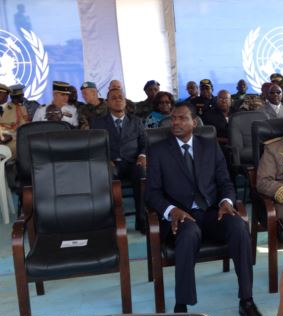
Mahamat Kamoun im September 2014

Mahamat Kamoun (* 13. November 1961 in Ndélé, Zentralafrikanische Republik) war vom 10. August 2014 bis zum 2. April 2016 Premierminister der Zentralafrikanischen Republik. Er ist parteilos und war der erste Muslim in diesem Amt seit der Unabhängigkeit des Landes im Jahre 1960.

## Leben
Mahamat Kamoun entstammt einer regional einflussreichen Familie im Stamm der Runga. Er studierte in den 1980er Jahren Volkswirtschaftslehre in Bangui, Abidjan und Paris. Er arbeitete zunächst als Finanzexperte in verantwortlicher Positionen im Ministerium für Finanzen und Budget und von 2000 bis 2006 als Inspektor der Finanzen, danach als Generaldirektor des Schatzamtes unter dem im März 2013 von Séléka-Rebellen gestürzten Staatspräsidenten François Bozizé. Später war er sowohl Berater eines früheren Anführers der Séléka, Michel Djotodia, der sich 2013 zeitweise zum Präsidenten erklärt hatte, als auch Sonderberater der Interimspräsidentin Catherine Samba-Panza.
2007 wurde Kamoun für ein Jahr Mitglied des Board of Directors (Verwaltungsrat) der Entwicklungsbank der Zentralafrikanischen Staaten (BDEAC), um ab Ende 2007 an der Boston University in den Vereinigten Staaten seinem Postgraduate-Abschluss in Entwicklungsökonomie zu machen.
Am 10. August 2014 ernannte ihn Samba-Panza per Dekret zum Nachfolger des zurückgetretenen André Nzapayeké im Amt des Premierministers der gegenwärtigen Übergangsregierung. Wenige Tage später stellte er seine 30-köpfige Regierungsmannschaft vor, von denen zwölf auch schon zuvor ein Ministeramt bekleidet hatten.
Samba-Panza hatte nach der im Juli 2014 erfolgten Unterzeichnung eines Friedensabkommens in Brazzaville zwischen den muslimisch dominierten Séléka-Rebellen und christlich dominierten Anti-Balaka-Milizen eine Regierung mit breiterer politischer, ethnischer und religiöser Vielfalt gefordert und hat selbst die Aufgabe, dies umzusetzen. Kamoun erklärte dort der Presse, er „wolle eine integrative Regierung, die alle Lebenskräfte der Nation zusammen halte“; die Séléka-Rebellen distanzierten sich jedoch von der neuen Regierung. Nach der Vereidigung des neuen Präsidenten Faustin Archange Touadera wurde er am 2. April 2016 durch Simplice Sarandji abgelöst.